# Fitero
Fitero – gmina w Hiszpanii, w Nawarze, o powierzchni 43,23 km². W 2011 roku gmina liczyła 2212 mieszkańców.